# Alfred Wolfer

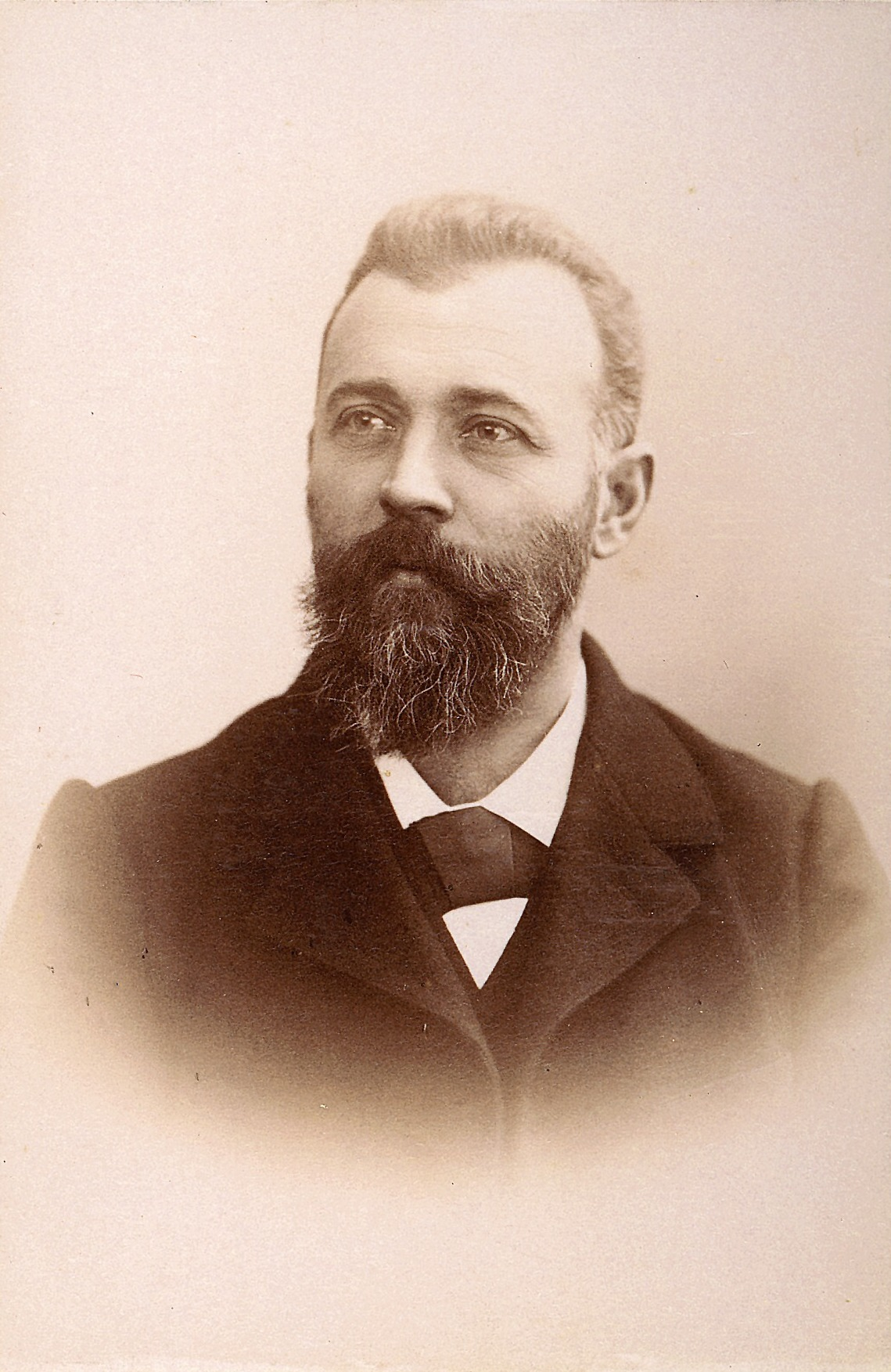
Alfred Wolfer

Heinrich Alfred Wolfer (* 27. Januar 1854 in Schönenberg; † 8. Oktober 1931 in Rorschach) war ein Schweizer Astronom.
Nach einer kaufmännischen Lehre und der Matura studierte Wolfer Mathematik am Eidgenössischen Polytechnikum, wo er 1883 ohne Doktorgrad habilitiert wurde. Im Jahr 1884 wurde er Privatdozent, 1891 Titularprofessor, 1894 Extraordinarius an der ETH und Universität Zürich und Nachfolger von Rudolf Wolf als Leiter der Eidgenössischen Sternwarte, 1922 wurde er Ordinarius, 1926 ging er in den Ruhestand.